# Livonia Rock
Der Livonia Rock ist ein Klippenfelsen im Archipel der Südlichen Shetlandinseln. Er liegt 800 m südlich des Kap Melville, des östlichen Ausläufers von King George Island.
Das UK Antarctic Place-Names Committee benannte ihn 1960 nach dem Robbenfänger Livonia, der zwischen 1821 und 1822 in den Gewässern um die Südlichen Shetlandinseln operiert hatte.